# 타운 홀 미팅

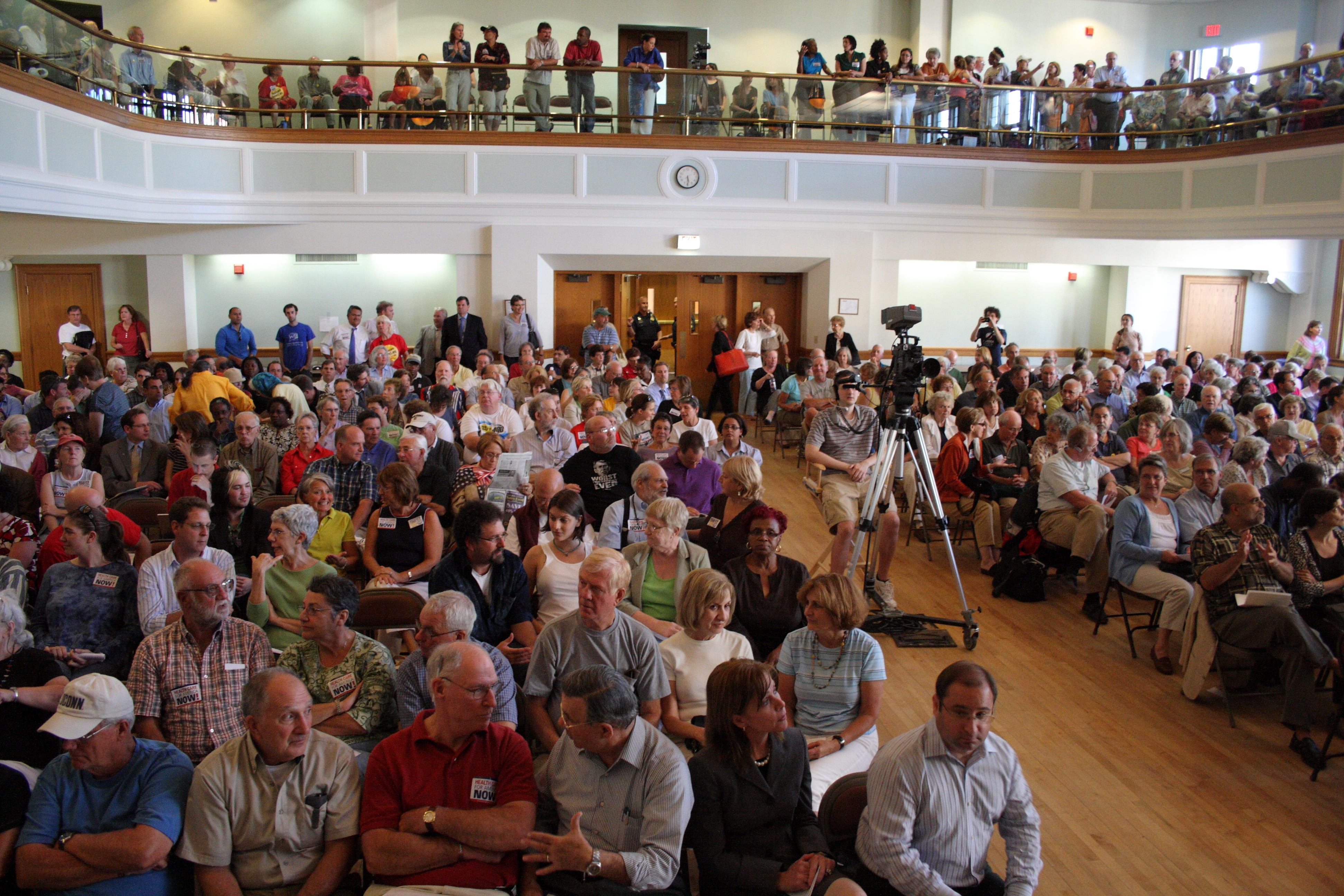
코네티컷 웨스트 하트퍼드에서 열린 타운 홀 미팅

타운 홀 미팅(town hall meeting)은 국회나 지역 의회에서 활동하는 정치인이 지역구 주민과 만나는 방법의 하나로 주민들이 흥미를 가지는 주제에 하여 그들의 의견을 경청하거나 특정 입법이나 규정에 대하여 토론하기 위하여 열린다. 활발한 정치적 논쟁이 일어나는 기간 동안에 타운 홀 미팅은 이의 제기나 더욱 활발한 토론을 위한 장소로 활용될 수 있다.
명칭에도 불구하고 타운 홀 미팅이 타운 홀(시청사)에서 열릴 필요는 없다. 학교, 도서관, 교회, 지자체 건물 등의 다양한 장소에서 열리며, 다수의 관료가 타운 홀 미팅을 위한 디지털 형식을 실험하고 있다. 국회에서 활동하는 정치인에 의해 주최되는 타운 홀 미팅은 더 많은 주민의 의견을 얻기 위하여 한 선거 지역구 안의 여러 지역에서 열린다.
역사적으로 타운 홀 미팅을 규정하는 특정한 규칙이나 가이드라인은 없다. 직접 만나는 모임, 그룹 전화 회의, 페이스북이나 트위터를 활용한 인터넷 플랫폼에서의 행사를 포함하여 지역구 주민의 참가를 허락하는 행사는 타운 홀 미팅이라고 부를 수 있다. 참가자는 자신의 의견을 발언하거나 선출된 관료, 선거 후보, 공적 인물에게 질문을 하기 위하여 타운 홀 미팅을 이용한다.
미국에서는 타운 홀 미팅은 국회에서 활동하는 정치인이 워싱턴 DC로부터 멀리 떨어진 지역구에 머물 때 지역구 주민과 친밀해지거나 다시 친밀해 지기 위한 방법으로 사용된다.